# Alte Bibliothek der Abtei Ottobeuren

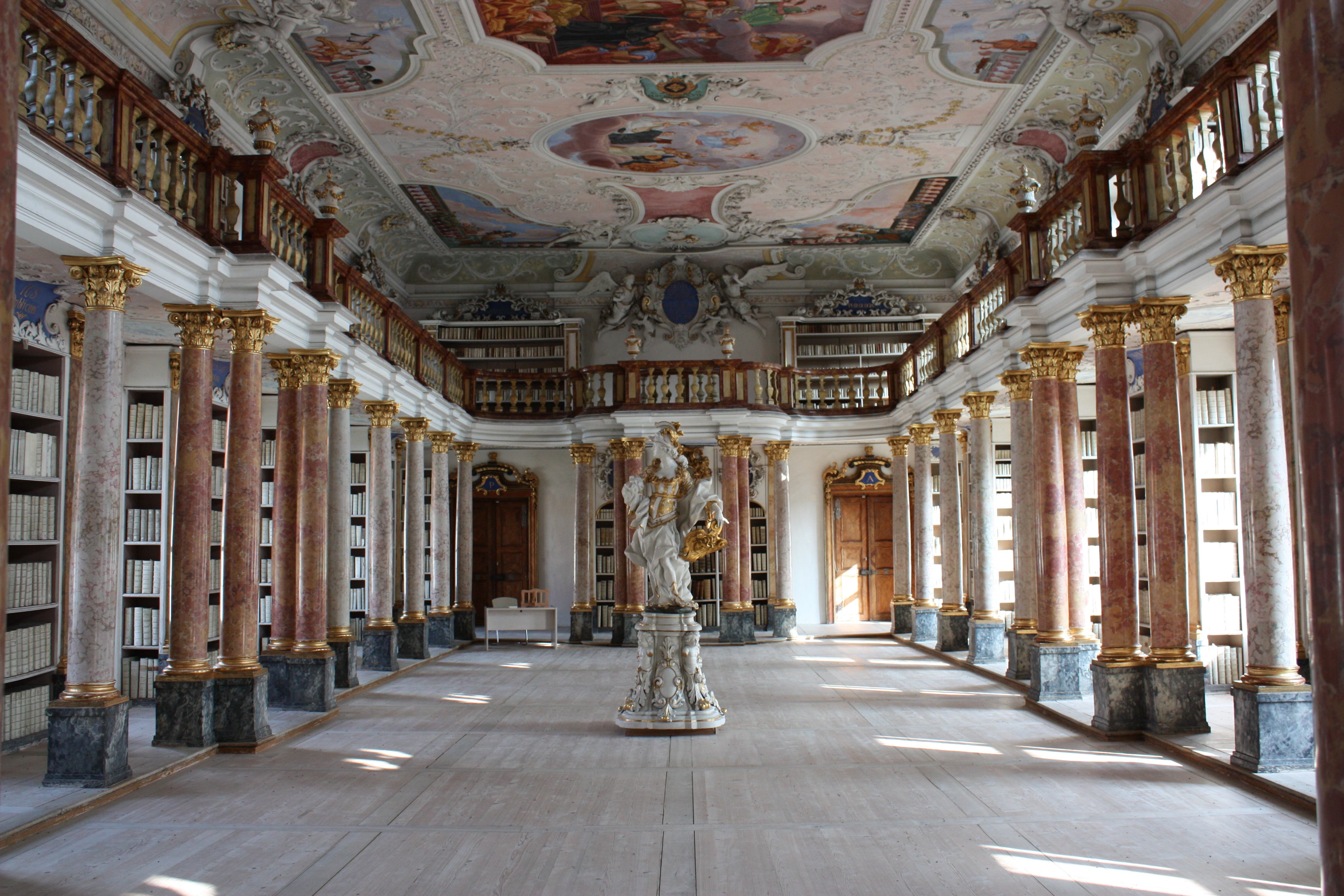
Blick in die Bibliothek

Die Alte Bibliothek der Abtei Ottobeuren (lat. Bibliotheca Ottenburana) ist die Klosterbibliothek des oberschwäbischen Klosters Ottobeuren. Sie ist für wissenschaftliche Zwecke auch Außenstehenden zugänglich. 

## Geschichte
Die Ursprünge liegen in der Gründungszeit des Klosters um das Jahr 764. Ein eigenes Skriptorium lässt sich erst im 12. Jahrhundert nachweisen. 
Im 18. Jahrhundert wurde im Rahmen des Neubaus der barocken Klosteranlage der Bibliothekssaal von Johann Baptist Zimmermann stuckiert und mit den prächtigen Deckenbildern von Elias Zobel versehen. Die homogene barocke Inneneinrichtung ist wichtiger Teil des Gesamtkunstwerks der Klosterarchitektur. 
Bei der Säkularisation 1802 wurde das Kloster vorübergehend aufgelöst, einige Mönche durften allerdings in Ottobeuren bleiben. Der Bibliothekssaal wurde versiegelt, die Bücher verblieben zu einem nicht unbedeutenden Teil in Ottobeuren. 1829 wurden Teilbestände auf zwei Leiterwagen in die Kreis- und Stadtbibliothek Augsburg überführt. Der Rest verblieb in Ottobeuren. 1835 wurde das Kloster als abhängiges Priorat wieder errichtet. Am 25. November 1842 bestimmte König Ludwig I., „daß die Klosterbibliothek von Ottobeuren in ihrer Integrität und Geschlossenheit erhalten werde, und dem Kloster Ottobeuren belassen bleibe.“ 
1844 kamen Reste der Klosterbibliotheken der Franziskaner in Lenzfried bei Kempten sowie der Kreuzherren und der Augustinereremiten in Memmingen nach Ottobeuren. Als Ottobeuren 1918 aus der Abhängigkeit vom Kloster Sankt Stephan Augsburg entlassen und wieder zur selbständigen Abtei erhoben wurde, übergab das Augsburger Kloster der Bibliothek eine Anzahl Ottobeurer Handschriften und Bücher, die es im Laufe des 19. Jahrhunderts antiquarisch erworben hatte. 1925 erwarb die Abtei Ottobeuren das Archiv, die Paramenten, das liturgische Gerät und die umfangreiche Gemäldesammlung des ehemaligen Kartäuserklosters Buxheim von den Grafen Waldbott von Bassenheim. Zuletzt folgte eine umfangreiche Bauplansammlung mit der Schenkung des Stadtarchivs Ingolstadt von 1964.

## Situation heute
In der Bibliothek finden sich neben vielen mittelalterlichen Handschriften, 457  Inkunabeln und frühen Drucken etwa 15.000 in Schweinsleder gebundene Folianten.
Unterhaltsträger sind heute der Freistaat Bayern und die Abtei Ottobeuren. Die Benutzung der Präsenzbibliothek ist nur nach schriftlicher Anmeldung und Genehmigung möglich. 
Die Besichtigung der Räumlichkeiten war beim Besuch des Klostermuseums von Palmsonntag bis Allerheiligen täglich von 10 bis 12 und von 14 bis 17 Uhr möglich. Derzeit lässt der Freistaat Bayern die Bibliothek restaurieren, die daher nicht mehr zugänglich ist.

## Film
Der Bibliothekssaal war Drehort für einige Szenen des Films Martha von Rainer Werner Fassbinder.